# Mr. Moonlight
Mr. Moonlight is een liedje dat is geschreven door Roy Lee Johnson, een Amerikaanse songwriter, zanger en gitarist in het rhythm-and-blues- en soulgenre. Het nummer is voor het eerst opgenomen in 1962 door de bluespianist Piano Red (echte naam William Lee Perryman), als achterkant van zijn single Dr. Feelgood. Dr. Feelgood was ook een van de namen waaronder Perryman optrad; daaraan ontleent de rockband Dr. Feelgood zijn naam.
Mr. Moonlight trok de aandacht van een aantal Britse artiesten. Drie Britse popgroepen hebben het nummer opgenomen: The Merseybeats, The Hollies en The Beatles.

## Versie van The Merseybeats
The Merseybeats zetten het nummer op de B-kant van hun tweede single I Think of You. De plaat was hun grootste hit en haalde de vijfde plaats in de UK Singles Chart, de Britse hitparade.

## Versie van The Hollies
The Hollies namen Mr. Moonlight op voor hun debuutalbum Stay with The Hollies, dat in januari 1964 verscheen. De soloïst in het nummer was Graham Nash. Het album bleef 25 weken in de UK Albums Chart staan en kwam tot de tweede plaats.
Mr. Moonlight staat niet op Here I Go Again, de Amerikaanse pendant van Stay with The Hollies. In de VS verscheen het nummer op het album Beat Group!.

## Versie van The Beatles
The Beatles namen Mr. Moonlight op in de Abbey Road Studios in Londen voor hun vierde album Beatles for Sale, maar ze hadden het toen al lange tijd op hun repertoire en brachten het vaak live. Op 14 augustus 1964 namen ze vier ‘takes’ van het nummer op, maar ze waren er niet tevreden over. Takes 1 en 4 zijn in 1995 opgenomen op het verzamelalbum Anthology 1. Op 18 oktober 1964 nam de groep opnieuw vier takes van het nummer op, ditmaal met Paul McCartney op hammondorgel. Hier rolde het definitieve nummer uit.
De bezetting was:
- John Lennon, zang, akoestische gitaar als slaggitaar
- Paul McCartney, achtergrondzang, basgitaar, hammondorgel
- George Harrison, achtergrondzang, sologitaar, djembé
- Ringo Starr, slaginstrumenten

De meningen over het nummer zijn verdeeld. Volgens Stephen Thomas Erlewine is het ‘arguably the worst thing the group ever recorded’ (‘aantoonbaar het slechtste stuk muziek dat de groep ooit heeft opgenomen’), maar Alan W. Pollack zag het als een interessant experiment.
Beatles for Sale stond 11 weken op de eerste plaats in de UK Albums Chart. Mr. Moonlight staat ook op Beatles '65, de Amerikaanse pendant van Beatles for Sale.

## ‘Mr. Moonlight’ Frankie Vaughan
De Engelse zanger Frankie Vaughan (1928-1999) had de bijnaam Mr. Moonlight. Zijn bekendste nummer was Give Me the Moonlight, Give Me the Girl uit 1955. In 1970 bracht hij een album uit onder de titel Mr. Moonlight.